# Орловка (Хохольский район)
Орло́вка — посёлок в Хохольском районе Воронежской области на правом берегу Дона.
Входит в состав Петинского сельского поселения.
В посёлке находится Воронежский областной клинический психоневрологический диспансер, организованный в 1904 году как небольшое универсальное лечебное учреждение, и перепрофилированное в лечебницу для душевно больных в годы Советской власти (в 1939 году в больнице было 1100 койко-мест).

## География
Посёлок расположен у северо-восточной границы поселения, на правом берегу реки Дон, к северу от села Петино.
В 1,5 км от населённого пункта проходит автотрасса "Воронеж-Луганск", имеется автобусное сообщение с областным центром.

### Улицы
- ул. Донская
- ул. Зелёная
- ул. Лесная
- ул. Нагорная
- ул. Резниковой
- ул. Спортивная
- ул. Центральная

## История
Основан в начале XVIII века. На плане межевания 1779 года показаны деревня Орловка и село Красный Холм, впоследствии вошедшее в состав Орловки. В 1859 году численность населения владельческой деревни, как тогда значилась Орловка, составляла 50 человек, проживавших в 4 дворах.

### Психоневрологический диспансер
С конца XIX века небольшое село Орловка приобретает общегубернское значение. В 1890 году губернское земское собрание постановило построить здесь новую лечебницу для умалишённых и присвоить ей имя императора Александра II. В 1891 году Губернская земская управа обратилась к видному московскому психиатру, доктору медицины Николаю Николаевичу Баженову с просьбой составить проект организации новой психиатрической лечебницы. По рекомендации Н. Н. Баженова, разместить больницу решено было за городом. В 1899 году губернским земством при участии Н. Н. Баженова, ставшего заведующим психиатрическим отделением губернской больницы, был приобретён участок земли (имение Орловка) и начато строительство лечебницы. В 1900 году в селе при больнице было 9 дворов с населением 91 человек. В 1901 году, с отъездом Н. Н. Баженова, директором лечебницы был назначен известный психиатр Николай Алексеевич Вырубов (1869—1918), на которого легла основная тяжесть по организации новой лечебницы.
Проектные работы были поручены воронежскому архитектору С. Л. Мысловскому. В 1903 году, после доработки по замечаниям Московского общества психиатров, проект был утверждён. В течение 1904—1907 годов были сооружены два корпуса для хронических больных (на 50 женщин и 60 мужчин), два корпуса для «свежезаболевших» или «беспокойных» (на 40 женщин и 90 мужчин), дом для врача, дом для служащих, водонапорная башня, водокачка, часовня, а также посажен сад. Первые больные поступили в построенные корпуса в декабре 1904 года. В 1907 году, когда проект устройства больницы был окончательно осуществлён, земство выделило средства на строительство специальной подъездной дороги к ней от Воронежа. В 1907—1917 годах директором губернской психиатрической лечебницы работал активный воронежский деятель здравоохранения, врач Василий Николаевич Ергольский (1867—1922), умерший и похороненный в Орловке.
В 1910 году земское собрание приняло решение расширить больницу. В течение 1911—1914 годов по проекту архитектора С. Л. Мысловского было построено ещё два лечебных корпуса, а также двухэтажные жилые дома для врачей и обслуживающего персонала. Больница, рассчитанная на 620 мест и фактически вмещавшая гораздо большее число больных, стала крупнейшей в губернии. В 1918 году, после Октябрьской революции, больница была передана в ведение Губздравотдела. С 1928 года она является областной психиатрической больницей.
В начале июля 1942 года части немецкой армии вошли на территорию больницы «Орловка». Медперсонал больницы и население посёлка не были предупреждены о близком наступлении гитлеровцев и не оповещены о начале оккупации. На излечении в больнице тогда находилось около 1200 душевнобольных и более 100 раненых советских воинов. 14-15 июля карательной командой СС, во главе со штурмфюрером СС Августом Брухом, здесь были произведены массовые расстрелы советских граждан: уничтожено свыше 720 человек душевнобольных, лечащие врачи С. Е. Груздь, Е. Л. Резникова и её грудной сын, 13 раненых советских воинов, 5 женщин, выселенных оккупантами из Воронежа, учитель музыки в Орловке С. А. Мешковский. Убитых зарывали в ямах и рвах на территории лечебницы.
В 1943 году после изгнания оккупантов здесь же останки погибших перенесли в общую могилу. Во время войны были разрушены полностью два павильона постройки 1905 года и несколько — частично. В разные годы утрачены: церковь-часовня, дом врача, хозяйственные и служебные постройки. Некоторые корпуса были перестроены в 1950-е годы. На территории больницы находятся три братские могилы периода Великой Отечественной войны.
В настоящее время комплекс больницы занимает участок, близкий к квадрату. С севера и запада он окружён жилыми зданиями посёлка 1930—1970-х годов. К востоку от комплекса, между холмами, находится водокачка, связанная с хозяйственным двором. Планировка большей части территории больницы основывается на осевой композиции, усложнённой лучевыми направлениями. Основная планировочная ось, перпендикулярная подъездной дороге, совпадает с главным входом на территорию. Недалеко от входа на этой оси стоит административный корпус, от которого аллеи звездообразно расходятся к лечебным корпусам (павильонам). Подобная лучевая система повторена в конце этой оси. Чёткость композиционной схемы нарушают юго-восточные корпуса 1911—1914 годов, которые имеют отдельную связь с подъездной дорогой. У восточного въезда на территорию находится служебный корпус. Ранее здесь же стоял деревянный одноэтажный дом врача, который был украшен резьбой и напоминал терем. К востоку от этого въезда сохраняется мощение земской дороги — старой подъездной дороги к больнице от города Воронежа.
Все девять сохранившихся корпусов связаны друг с другом аллеями из каштана, берёзы и сосны: между ними — газоны с отдельными деревьями. Корпуса постройки 1904 года вытянуты с востока на запад, остальные имеют меридиональную ориентацию. Кирпичные неоштукатуренные здания лечебных корпусов имеют определённое единство объемно-планировочной структуры, одинаковую ширину основной части и ризалитов. Внутри они состоят из изолированных друг от друга блоков. Архитектурные формы зданий близки к «кирпичному стилю», особым лаконизмом отличается трактовка фасадов корпусов первой очереди строительства. Декор павильонов 1911—1914 годов более развит и имеет готические черты. Водокачка, построенная в 1905 году, расположена в лощине, у восточного склона которой находится несколько водозаборных скважин. С запада её территорию ограничивает кирпичная подпорная стена. Вплотную к стене, «врезаясь» в холм, поставлено здание дизельного корпуса. Водонапорная башня расположена в западной части комплекса, на территории небольшого старого сада. Сохранившийся участок земской дороги начинается у реки Дон (у места бывшей понтонной переправы), направляется на прибрежный холм, далее спускается в лог, после чего следует ещё более затяжной подъём, проходящий через улицу Нагорную и заканчивающийся около больницы. Эта дорога была сооружена в конце 1900-х годов Воронежским губернским земством как подъездной путь из Воронежа к психиатрической колонии в Орловке. В 1940-х годах эта дорога являлась частью пути из Воронежа в село Хохол.
Во время оккупации запада Воронежской области войсками нацистской Германии в 1942—1943 годы в посёлке проводились массовые расстрелы: убито более 720 пациентов лечебницы, несколько врачей и их дети, раненые советские военнослужащие, учитель музыки. Помещения больницы использовались нацистами под конюшни, здание было значительно разрушено. После войны здание психбольницы восстановлено, построены новые корпуса.

## Население
| 2010 |
| ---- |
| 969  |

В 2008 году численность населения Орловки составляла 907 человек.